# Шурас, Калманис Маушович
Калманис Маушович Шурас (Калман Моушович Шур) (1917—2003) — участник Великой Отечественной войны, командир орудия 249-го стрелкового полка 16-й Литовской стрелковой дивизии 2-й гвардейской армии 1-го Прибалтийского фронта, сержант, Герой Советского Союза.

## Биография
Родился в 1917 году в деревне Анталепте Новоалександровского уезда Ковенской губернии (ныне — в Зарасайском районе Литвы) в крестьянской семье. Еврей. Окончил 7 классов. Работал кожевником. С началом Великой Отечественной войны эвакуировался в Бухарскую область Узбекистана.
В Красной Армии — с февраля 1942 года. В действующей армии — с декабря того же года.
Командир орудия 249-го стрелкового полка (16-я стрелковая дивизия, 2-я гвардейская армия, 1-й Прибалтийский фронт) сержант Калманис Шурас 12 октября 1944 года на правом берегу реки Неман в районе литовского города Пагегяй при отражении контратаки противника выкатил орудие на открытую позицию и подбил вражеский танк. Когда остальной расчёт орудия вражеским огнём был выведен из строя, Шурас, будучи раненым, один вёл огонь и уничтожил свыше двадцати солдат противника.
Указом Президиума Верховного Совета СССР от 24 марта 1945 года за образцовое выполнение боевых заданий командования сержанту Шурасу Калманису Маушовичу присвоено звание Героя Советского Союза с вручением ордена Ленина и медали «Золотая Звезда» (№ 8639).
В 1945 году демобилизован. Работал закройщиком в кожевенном цеху на кожевенно-галантерейном комбинате «Красная звезда» в Вильнюсе. В 1979 году выехал на постоянное жительство в Израиль. Вследствие этого информация о Шурасе была исключена из двухтомного справочника «Герои Советского Союза» под редакцией Шкадова, вышедшего в 1987—1988 годах.

## Награды
Ордена Ленина, Красного Знамени, Красной Звезды, медали.

## Память

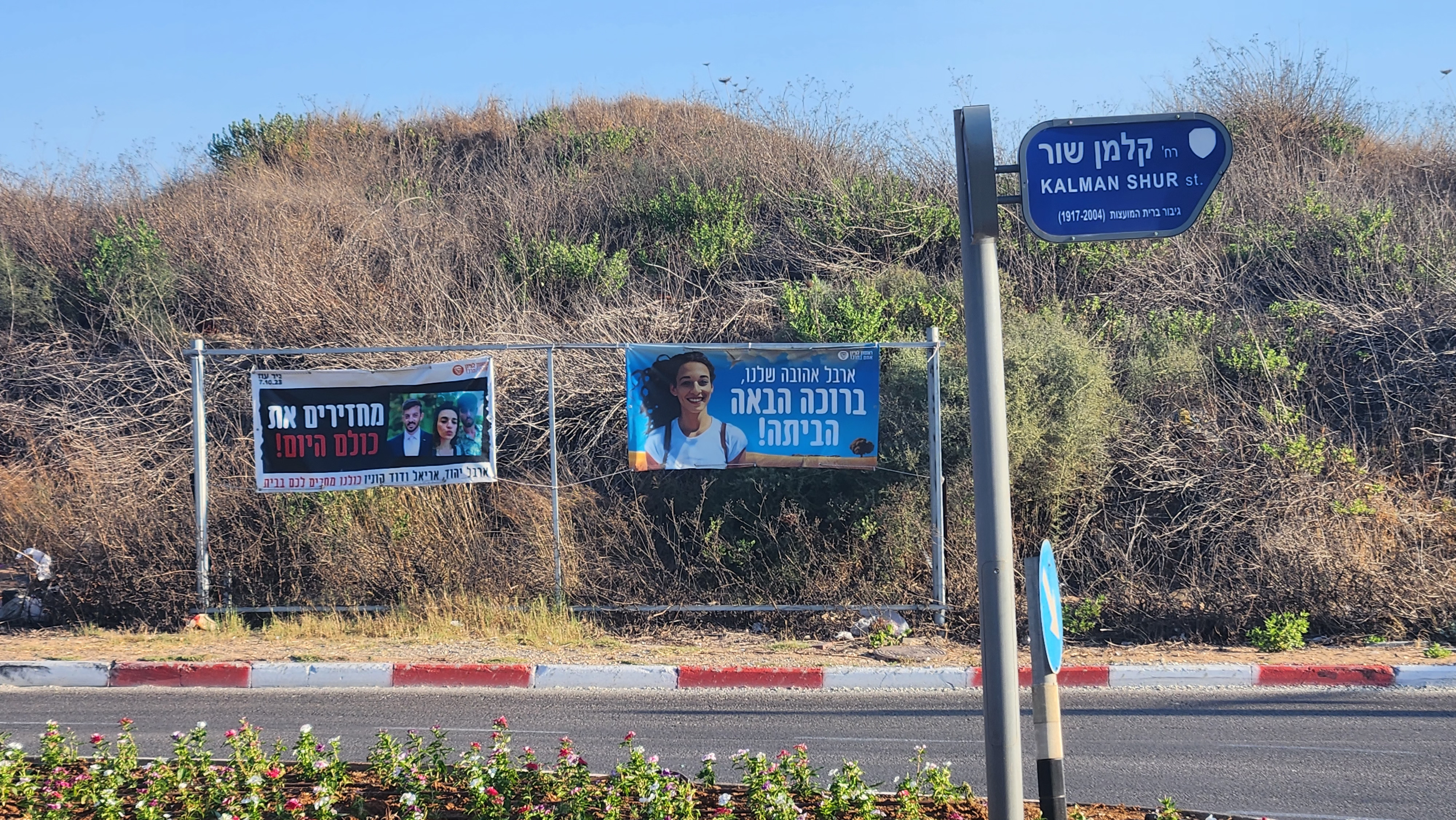
Улица Калмана Шура в 2025 году

В 2005 году в израильском городе Ришон-ле-Цион появилась улица, названная в честь Калмана Шура.